# Populus alaschanica
Тополь алашаньский (лат. Populus alaschanica) — вид лиственных деревьев из рода Тополь семейства Ивовые (Salicaceae).

## Распространение
Естественный ареал вида находится во Внутренней монголии на территории Китая. 
Встречается в основном в биомах с умеренным климатом.
Произрастает на берегах оросительных каналов и озёр в окрестностях города Алашань-Цзоци (старое название: кит. упр. 定远营, пиньинь Dingyuanying), аймак Алашань, Внутренняя Монголия.

## Ботаническое описание
Высокое дерево до 18 м высотой, с корой серого цвета. Ветви стройные. 
Листья на тонких черешках.
Листовые пластинки клиновидно-яйцевидные, с зубчатыми краями и c заострёнными кончиками, шириной 1—9 см, длиной 2—7 см, снизу бледно-серые, жилки отчетливо выступают снизу.
Мужские сережки около 3 см длиной. Женские сережки 10—17 см, рыхлые, с зелёными цветками, прицветники лопастные, длинноволосистые, опадающие.

## Таксономия
Populus × alaschanica Kom., Repertorium Specierum Novarum Regni Vegetabilis 13: 233. 1914.
Видовой эпитет дан по названию территории обнаружения первых, описанных образцов.
Первые образцы растения были получены в 1908 году С. С. Четыркиным в ходе Центральноазиатской исследовательской экспедиции (1907—1909) русского путешественника Козлова.
Комаров, описавший новый вид тополя, в 1914 году выдвинул предположение о гибридном происхождении вида от Populus przewalskii  и Populus tremula, хотя отмечал, что осина дрожащая в районе сбора совершенно отсутствует.